# Herb Mieszkowic
Herb Mieszkowic – jeden z symboli miasta Mieszkowice i gminy Mieszkowice w postaci herbu.

## Wygląd i symbolika
Herb przedstawia na białej tarczy dwa brunatne niedźwiedzie stojące na zielonej murawie i wsparte przednimi łapami o pień jodły.
Herb nawiązuje do nazwy miasta. Przed 1947 rokiem Bärwalde (w języku niemieckim Bär oznacza niedźwiedzia, Wald oznacza las) oraz po 1947 gdyż słowo „mieszek” także oznacza niedźwiedzia.

## Historia

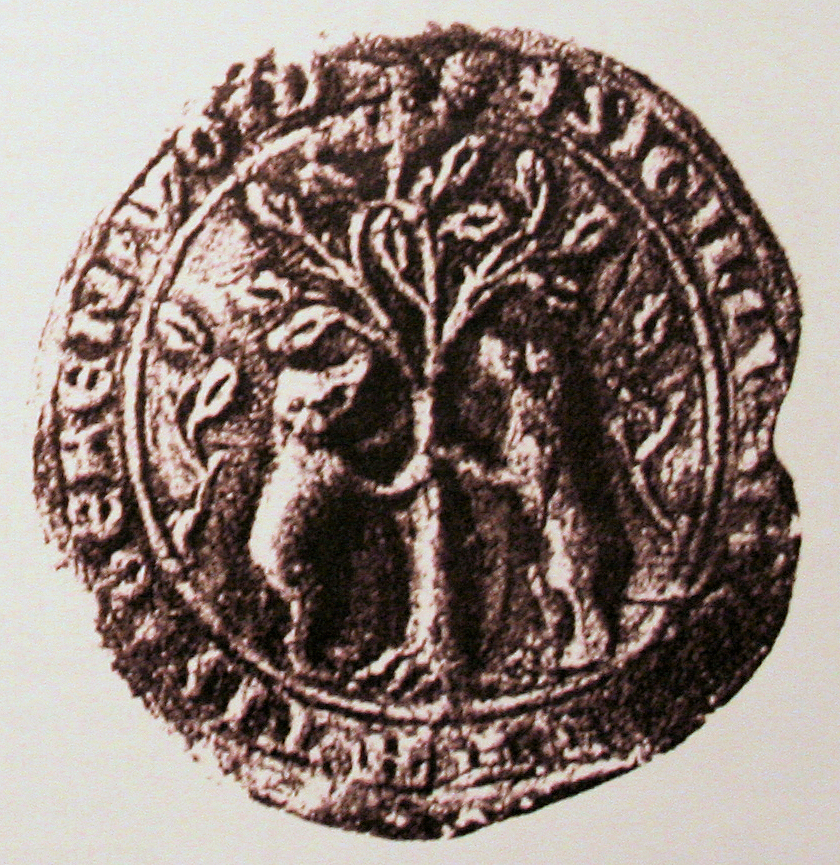
Pieczęć Mieszkowic z 1364 r.

Najstarsza pieczęć miasta, datowana na 1321 r., przedstawia dwa wspięte niedźwiedzie, między nimi dąb, ponad konarami drzewa widoczny jest ptak (najprawdopodobniej orzeł – symbol margrabiów brandenburskich) zwrócony w prawą stronę. Napis na pieczęci: „+ SIGILLVM * CIVITATIS * BEREN * WOLD”. Niemalże identyczny wizerunek pojawia się na, datowanej na pierwszą połowę XIV w. pieczęci sekretnej (najstarszy znany egzemplarz pochodzi z 1506 r.). Dąb jako drzewo herbowe widnieje na dzwonie z 1756 r. znajdującym się w kościele pw. Przemienienia Pańskiego w Mieszkowicach. Z czasem zamiast dębu pojawiła się jodła. 
Nazwę miasta (pierwsza wzmianka z 1295 r. – Berenvalde) i wizerunek niedźwiedzia (niem. Bär) w herbie starają się wyjaśnić dwie koncepcje: pierwsza odnosi się rodu von Behr, który miał niedźwiedzia w herbie; zasiedlenie ziemi mieszkowickiej było prawdopodobnie organizowane przez nich jako lokatorów generalnych, podobnie jak ziemi  pełczyckiej. Druga koncepcja nawiązuje do margrabiego  Albrechta Niedźwiedzia (Albrecht der Bär), żyjącego w latach 1100-1170.